# Ethmia humiliella
Ethmia humiliella is een vlinder uit de familie grasmineermotten (Elachistidae). De wetenschappelijke naam van deze soort is voor het eerst geldig gepubliceerd in 1916 door Chrétien.
De soort komt voor in tropisch Afrika.